# Бджола та апельсинове дерево
Бджола та апельсинове дерево (фр. L'Oranger et l'Abeille) — французька літературна казка мадам д'Онуа.

## Конспект
Після багатьох бездітних років у короля і королеви народилася дочка, яку вони назвали Еме. На жаль, корабель, на якому вона була, зазнав аварії. Волею долі вона вилетіла на берег у своїй колисці. Хоча огри зазвичай їли тих, кого викинуло на берег, її забрали до себе подружжя огрів, щоб вийти заміж за їхнього сина, коли вона виросла.
Через п'ятнадцять років король і королева втратили надію знайти принцесу. Її двоюрідний брат, другий син дядька Еме, був обраний спадкоємцем престолу. Тим часом Еме виросла серед огрів. Маленький огр закохався в неї, але думка вийти за нього заміж викликала у неї відразу. Одного разу, гуляючи по пляжу, вона знайшла людину і сховала його від огрів у печері. Цей чоловік доводився їй двоюрідним братом, хоча жоден із них не знав правди й не міг розмовляти мовою один одного. Через деякий час принц дізнався її особу по медальйону, який вона носила, на якому було її ім'я.
Маленький огр погіршив що час, щоб вони одружилися, і вразили жах, Ейме втік до принца. Коли вона повернулася, вона пошкодила ногу на шип і холодно не ходить. Принц цікавився, кого вона не приходить, і коли він намагався її знайти, його захопили.
Принцеса обманом змусила огрів перестати впізнавати деяких із них, змусивши їх з'їсти кількох інших огрів. За допомогою чарівної палички Еме змогла дати собі силу говорити мовою принца. Він сказав їй, хто вона така, і принцеса вирішила вкрасти верблюда огрів, щоб вони могли поїхати в безпечне місце, використовуючи чарівну паличку, щоб відвернути людожера. Коли було помічено, що вони втекли, огр використав свої семилігові черевики, щоб переслідувати.
Принцеса використовувала чарівну паличку, щоб сховатися, перетворюючи себе, принца та верблюда в різні маски кожного разу, коли огр повертався на пошуки. Коли людожер прийшов за ними, Еме, перетворена на бджолу, ужалила його, щоб прогнати. У хаосі деякі мандрівники вкрали чарівну паличку. Без цього принцеса не змогла повернути групу до її попередніх форм.
Принцом, який застряг, як апельсинове дерево, захоплювалася Лінда, місцева принцеса. Коли Лінда спробувала пересадити дерево у свій сад, Еме вжалила її через ревнощі. Лінда спробувала озброїтися гілкою апельсинового дерева, але коли вона це зробила, з дерева потекла кров. Еме пішла принести бальзам для рани.
Поки Еме не було, прибула фея, виявила чари та відновила принца. Принц розповів свою історію феї, яка відновила Еме та привезла їх додому до батьків Еме, де Еме та принц одружилися.

## Аналіз і контекст
«L'Oranger et l'Abeille» була опублікована мадам д'Онуа в її збірці «казок» 1697 року «Les Contes des Fées». Книга написана у стилі préciosité, натхненному дотепним розмовним стилем популярних французьких салонів XVII століття. Les Contes des Fées є зразком літературних казок, які, на відміну від народних казок в усній традиції, виникли у вищих класах. Учений Джек Зіпес припускає, що через велику кількість подібностей літературних творів мадам д'Онуа з впізнаваним фольклорним матеріалом вона, мабуть, була знайома з усною традицією або їх літературною переробкою свого часу. Марсі Фаррелл так само припускає, що д'Онуа використовувала елементи існуючого фольклору, щоб створити більш довгу та більш літературну історію для аристократичної аудиторії.
Ця казка належить до циклу історій про героїню, яка допомагає герою втекти від їхнього надприродного ворога (наприклад, огра, диявола, відьми, велетня). Тому його класифікують як Aarne–Thompson–Uther ATU 313, «Героїня допомагає герою втекти» або «Чарівний політ». Ці казки включають погоню за трансформацією героїв, щоб уникнути своїх переслідувачів.
Бджола та апельсинове дерево, згідно з Йоганнесом Болте, Їржі Полівкою та Джеком Зіпесом є джерелом казки Грімма Der Okerlo, казки, зібраної в оригінальній версії збірки 1812 року (KHM 70), але вилученої з пізніших видань.

## Спадщина
Публікація оповідань мадам д'Онуа наприкінці XVIII століття перекладала назву буквально як «Апельсинове дерево і бджола».
На німецьку казку переклала Кароліна Шталь під назвою Der Pomeranzenbaum und die Biene.
Ця казка була однією з багатьох, написаних д'Онуа, які були адаптовані до сцени Джеймсом Планше як частина його «Казкової феєрії». Він також адаптував казку до сцени як «Бджола та апельсинове дерево» або «Чотири бажання».

## Подальше читання
- Duggan, Anne E. (2001). Nature and Culture in the Fairy Tale of Marie-Catherine d'Aulnoy. Marvels & Tales. 15 (2): 149—167. doi:10.1353/mat.2001.0023. JSTOR 41388595.